# Noordelijke Dvina
De Noordelijke Dvina (Russisch: Северная Двина, Severnaja Dvina) is een rivier in het noorden van Europees Rusland met een lengte van 1302 km (gemeten vanaf de bron van haar langste zijrivier, de Soechona) en een stroomgebied van 357.052 km².
De rivier, die niet dient te worden verward met de Westelijke Dvina, die bij Riga in de Oostzee uitmondt, krijgt haar naam bij Veliki Oestjoeg in het noordoosten van het oblast Vologda: bij die plaats komen de Soechona en de Joeg samen. Vanaf dit punt legt de rivier nog 744 km af. Het relatief korte gedeelte van dit punt tot Kotlas heet de Kleine Dvina.
Bij Kotlas, in het zuidoosten van het oblast Archangelsk komt de Vytsjegda erbij en verdubbelt de hoeveelheid water die de rivier afvoert, nu als Grote Noordelijke Dvina. De machtige rivier stroomt vanaf hier in noordwestelijke richting tot even voorbij de havenstad Archangelsk, waar zij een delta vormt en uitmondt in de Witte Zee (Dvinabaai).
Op het traject voorbij de monding van de Vaga stroomt de overigens zeer brede rivier door een kloof.
De Dvina en haar zijrivieren (waarvan de Vytsjegda, de Vaga en de Pinega de grootste zijn) worden voor ruim 70% door regenwater gevoed. Het stroomgebied verzorgt de afwatering van de oblasten Archangelsk en Vologda grotendeels, van de republiek Komi voor de helft en van het oblast Kirov voor een klein deel.
Veliki Oestjoeg, Kotlas en Archangelsk zijn de voornaamste plaatsen aan de rivier: bij alle drie zijn bruggen. De gehele Noordelijke Dvina is bevaarbaar, zij het dat ze de helft van het jaar bevroren is.
- Gemeinsame Normdatei: 4757403-3
- Nationale Bibliotheek van Tsjechië: xx0129653
- Virtual International Authority File: 238791814